# Aulacomnium papillosum
Aulacomnium papillosum là một loài rêu trong họ Aulacomniaceae. Loài này được Müll. Hal. A. Jaeger mô tả khoa học đầu tiên năm 1880.